# Алтухов, Захарий Никифорович
Заха́рий (Заха́р) Ники́форович Алтухо́в (1817 — 1886) — участник Кавказских походов и Крымской войны, Бобруйский и Выборгский комендант, член Александровского комитета о раненых, генерал-лейтенант.

## Биография
Начав службу подпрапорщиком в Тифлисском егерском полку, он 4 января 1836 г. был произведён в подпоручики и в течение 25 лет не покидал Кавказа, принимая ближайшее участие в экспедициях против горцев, а затем — в действиях против турецких войск во время Восточной войны. За время своей боевой деятельности получил ордена Св. Анны 3-й степени с бантом (1846 г.), Св. Владимира 4-й степени с бантом (1847 г.), Св. Георгия 4-й степени (1853 г., за беспорочную выслугу 25 лет) и золотую саблю с надписью «За храбрость» (1853 г.).
Почти все награды заслужены им отличиями на боевом поприще, причём с 1855 г. он уже состоял командиром Виленского пехотного полка, в списках которого числился до своей кончины.
Произведённый 30 августа 1863 г. в генерал-майоры, Алтухов в 1865 г. получил орден Св. Станислава 1-й степени, в 1867 г. — орден Св. Анны 1-й степени, а через два года — императорскую корону к этому ордену.
В 1872 г. Алтухов получил в командование 34-ю пехотную дивизию и 10 января следующего года пожалован чином генерал-лейтенанта, с назначением сначала Бобруйским, а вслед за тем Выборгским комендантом.
С 1885 г. Алтухов числился членом Александровского комитета о раненых; в июле 1886 г., ко дню 50-летия службы в офицерских чинах, он был награждён орденом Св. Александра Невского.
Умер 16 августа 1886 года. Похоронен в Петербурге на Никольском кладбище Александро-Невской лавры